# Novo Selo (gmina Vrnjačka Banja)
Novo Selo (cyr. Ново Село) – wieś w Serbii, w okręgu raskim, w gminie Vrnjačka Banja. W 2011 roku liczyła 4461 mieszkańców.